# Penman公式
Penman公式，或譯為彭門公式，最早用於描述從開放水表面的蒸发量（ Evaporation，E ），由Howard Penman在1948年提出。 Penman公式需要日平均温度、风速、气压和日射量來預測蒸发量。經推廣後也可應用於估算植物和地表的蒸发量。

## 細節
Penman公式的多種推廣式用於估算水、地表和植物的蒸发量。尤其是Penman–Monteith公式可以用以估算覆蓋植被土地的潜在蒸散量（PET）。最初的方程式由霍華德·彭門（Howard Penman）在英國哈彭登（ Ropensted）實驗站開發。 
彭門给出的蒸發方程式為：
{\displaystyle E_{\mathrm {mass} }={\frac {mR_{n}+\rho _{a}c_{p}\left(\delta e\right)g_{a}}{\lambda _{v}\left(m+\gamma \right)}}}
此處：
m =飽和蒸气压曲線的斜率（Pa·K -1 ）
R n =淨辐照度（W·m -2 ）
ρA =空氣密度（kg·m-3）
c p =空氣的热容（J·kg -1·K -1 ）
δe =蒸气压差（Pa）
g a =動量表面空氣動力傳導係數（m·s -1 ）
λν=汽化潜热（j·kg-1）
γ =濕度常數（Pa·K -1 ）
如果使用SI單位制，將得出蒸發E質量，單位為kg /（m 2 ·s）。
以L取代λv可以得到ET體積，其中L V =λvρ水。其单位为m / s，或換算為mm / day。
該公式預設的時間步長是每天，因此與地面的淨熱交换微不足道，且單位面積被相似的開闊水域或植被包圍，從而抵消了與周圍區域的淨熱和蒸氣交换。當情况需要考慮額外的地表熱通量時，人們會用R n和A代替總淨可用能量。
温度，风速，相对湿度会影響m ， g ， c p ， ρ和δe的值。

## Shuttleworth（1993）
1993年，W.Jim Shuttleworth改編了Penman公式，使蒸發量的計算更加簡單。其方程式為：
{\displaystyle E_{\mathrm {mass} }={\frac {mR_{n}+\gamma 6.43\left(1+0.536U_{2}\right)\delta e}{\lambda _{v}\left(m+\gamma \right)}}}
此處：
m =飽和蒸气压曲線的斜率（kPa K -1 ）
R n =净辐照度（MJ m -2 day-1 ）
γ =濕度常数= {\displaystyle {\frac {0.0016286P_{kPa}}{\lambda _{v}}}} （kPa K -1 ）
U 2 =風速（ms -1 ）
δe =蒸气压不足（kPa）
λν=汽化潜热（MJ kg-1）
注意：该公式隱含了水的密度（1000 kg m -3 ）來將蒸發量E質量的單位換算為mm day -1

## Penman Monteith形式
詳見Penman Monteith公式。

## 一些有用的关系
{\displaystyle \delta _{e}=(e_{s}-e_{a})=}（1 -相对湿度）(es)
e s =在植物气孔内部的空氣的飽和蒸汽壓。
e a =自由流動的空氣的蒸氣壓。
e s ，mmHg = exp（21.07-5336 / T a ），由Merva於1975年近似
因此{\displaystyle m=\Delta ={\frac {de_{s}}{dT_{a}}}={\frac {5336}{T_{a}^{2}}}e^{\left(21.07-{\frac {5336}{T_{a}}}\right)}} ，毫米汞柱/公斤
T a =空氣溫度，以凱氏溫標為單位。